# Mołdawia na Zimowych Igrzyskach Olimpijskich 1994
Mołdawię na Zimowych Igrzyskach Olimpijskich 1994 reprezentowało 2 zawodników. Był to debiutancki występ Mołdawii na zimowych igrzyskach olimpijskich.

## Skład reprezentacji

### Biathlon

#### Mężczyźni
| Zawodnik       | Konkurencja       | Czas      | Ilość pudeł | Pozycja | Źródło |
| -------------- | ----------------- | --------- | ----------- | ------- | ------ |
| Vasily Gherghy | Sprint            | 34:48.0   | 3 (2+1)     | 68.     | [ 1 ]  |
| Vasily Gherghy | Bieg indywidualny | 1:16:30.4 | 9 (1+4+1+3) | 70.     | [ 2 ]  |

#### Kobiety
| Zawodnik       | Konkurencja       | Czas      | Ilość pudeł  | Pozycja | Źródło |
| -------------- | ----------------- | --------- | ------------ | ------- | ------ |
| Elena Gorohova | Sprint            | 35:04.1   | 7 (4+3)      | 69.     | [ 3 ]  |
| Elena Gorohova | Bieg indywidualny | 1:13:33.1 | 14 (3+3+4+4) | 68.     | [ 4 ]  |